# عادل بن شريف
عادل بن شريف (بالفرنسية: Adel Bencherif) (و. 1975 – م) هو ممثل من فرنسا . ولد في غرونوبل .

اشتهر في فيلم حرب العوالم 2019

## روابط خارجية
- عادل بن شريف على موقع IMDb (الإنجليزية)
- عادل بن شريف على موقع قاعدة بيانات الأفلام العربية
- عادل بن شريف على موقع ألو سيني (الفرنسية)
- عادل بن شريف على موقع أول موفي (الإنجليزية)
- عادل بن شريف على موقع قاعدة بيانات الأفلام السويدية (السويدية)
- عادل بن شريف على موقع قاعدة بيانات الفيلم (الإنجليزية)
- عادل بن شريف على موقع كينوبويسك (الروسية)